# Muzeum Historii Twierdzy Świnoujście
Muzeum Historii Twierdzy Świnoujście – muzeum zwyczajne w Świnoujściu w województwie zachodniopomorskim, utworzone w 2004, oficjalnie zarejestrowane w 2008. Ekspozycja nawiązuje do dziejów Twierdzy Morskiej w Świnoujściu i składa się z części muzealnej oraz plenerowej. W sali muzealnej zbiory podzielono na poszczególne działy tematyczne:
- czasy pruskie na przełomie XIX i XX wieku
- okres międzywojenny i II wojny światowej
- czasy „zimnej wojny”
- historia portu wojennego i eksponaty z wraków

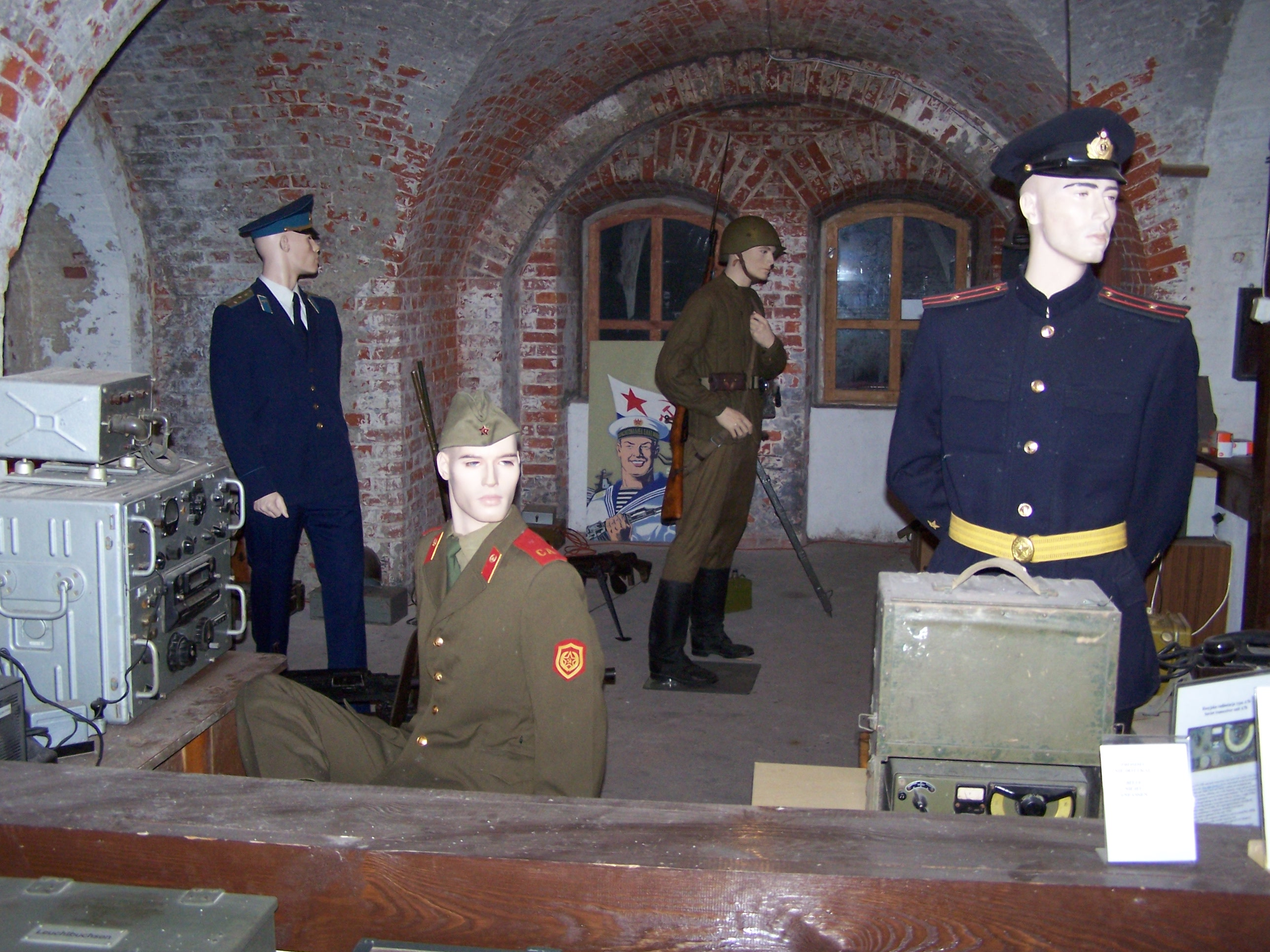
Mundury żołnierzy radzieckich

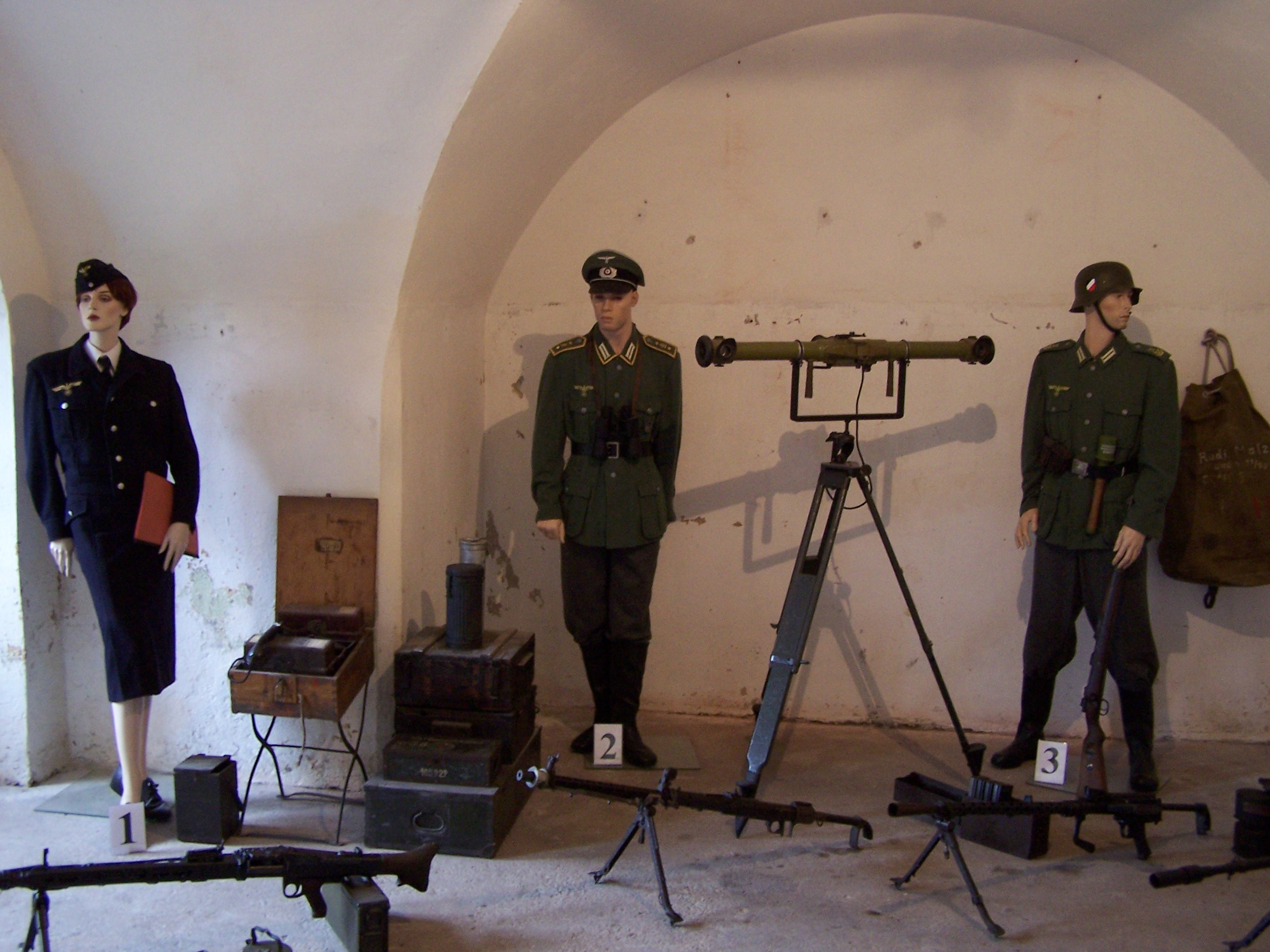
Mundury Wehrmachtu

Poszczególne działy zilustrowane są manekinami ubranymi w mundury z epoki oraz oryginalną bronią strzelecką, sprzętem łączności, wieloma innymi rekwizytami i zdjęciami archiwalnymi. Ekspozycja plenerowa składa się z dział, min morskich, torped, trałów, wyrzutni bomb głębinowych oraz rakiet. Cały obiekt otoczony jest fosą wodną i zajmuje ok. 2 ha powierzchni, z czego ok. 1/3 stanowią zabytkowe kazamaty forteczne z XIX wieku.
Fort Zachodni – gdzie znajduje się Muzeum – powstał na wyspie Uznam w okolicy zachodniego falochronu w latach 1856–1861. Początkowo była to niewielka reduta obronna, rozbudowana po roku 1863 jako fort redutowy. Ostatecznie w latach 1878–1881 obiekt przekształcono w ufortyfikowaną baterię nadbrzeżną, uzbrojoną w działa Kruppa kalibru 210 mm. W czasie II wojny światowej w forcie funkcjonowała niemiecka bateria nadbrzeżna Henningsen (nazwana tak na cześć poległego na Westerplatte porucznika Wilhelma Henningsena). Po wojnie obiekt wykorzystywali Rosjanie, instalując tutaj baterię dział 127 mm produkcji amerykańskiej. Oprócz zabytkowej architektury fortyfikacyjnej XIX wieku, w forcie można zwiedzić unikatowy bunkier obserwacyjny – stanowisko kierowania ogniem szkoły artylerii nadbrzeżnej Kriegsmarine z lat ostatniej wojny oraz rosyjskie działobitnie armat nadbrzeżnych z lat zimnej wojny.